# Tahiti PK.0
Tahiti PK.0 est une série télévisée française en dix épisodes de 26 minutes créée par Éric Delafosse basée sur son roman du même titre, réalisée par Vincent Trisolini, et diffusée entre le 17 octobre 2019 et le 16 mars 2021 sur Polynésie La Première. En France métropolitaine, elle est diffusée sur France Ô à partir du 20 janvier 2020.
Le titre fait référence au point kilométrique (PK) zéro (situé sur le parvis de cathédrale de Papeete) d'où toutes les routes tahitiennes partent.

## Synopsis
Un policier de la métropole, Félix Kleber, et une gendarme polynésienne, Cheyenne Tinihu, doivent faire équipe pour retrouver la fille du premier, Roxane, qui a disparu sur l'île de Tahiti pendant qu'elle faisait des recherches pour sa thèse d'archéologie sur le mana.

## Distribution
- Guillaume Delorme : Félix Kleber
- Sandy Lewis Godefroy : Cheyenne Tinihu
- Édouard Montoute : Michel Fatupata
- Yves-Édouard Malakai : Damotu Apuorii
- Pascal Erhel-Hatuuku : Marama Vebanaiana
- Manuarii Bonnefin : Tehura Lotou
- Anne-Sophie Bellard : Maeva Kirahu
- Alix Bénézech : Alexandra Bailly (saison 2)
- Carole Baillien : Emmanuelle (saison 2)

## Fiche technique
- Titre original : Tahiti PK.0
- Réalisation : Vincent Trisolini
- Création : Éric Delafosse
- Scénario : Éric Delafosse
- Direction artistique :
- Costumes :
- Photographie :
- Son :
- Montage :
- Musique :
- Production : Marie-Ève Tefaatau, Jean-Marie Laronze
- Sociétés de production : France Télévision, Monde et Média TV, Pacific TV Production Tahiti
- Société de distribution : France Télévision
- Pays d’origine : France
- Langue originale : français
- Format : couleur
- Genre : Drame, thriller
- Durée : 6 × 25 minutes
- Dates de diffusion :
  -  France :
    -  Polynésie française : 17 octobre 2019
    - Métropole : 20 janvier 2020

## Épisodes

### Première saison (2019)
1. Chute libre
2. Chacun pour soi
3. Double Détente
4. Poisons
5. Vérité cachée
6. Apparitions

### Deuxière saison (2021)
Cette saison de quatre épisodes a été diffusée à partir du 16 mars 2021.
1. Or bleu
2. À la dérive
3. Le roi englouti
4. Trahisons